# Cellula di Amburgo

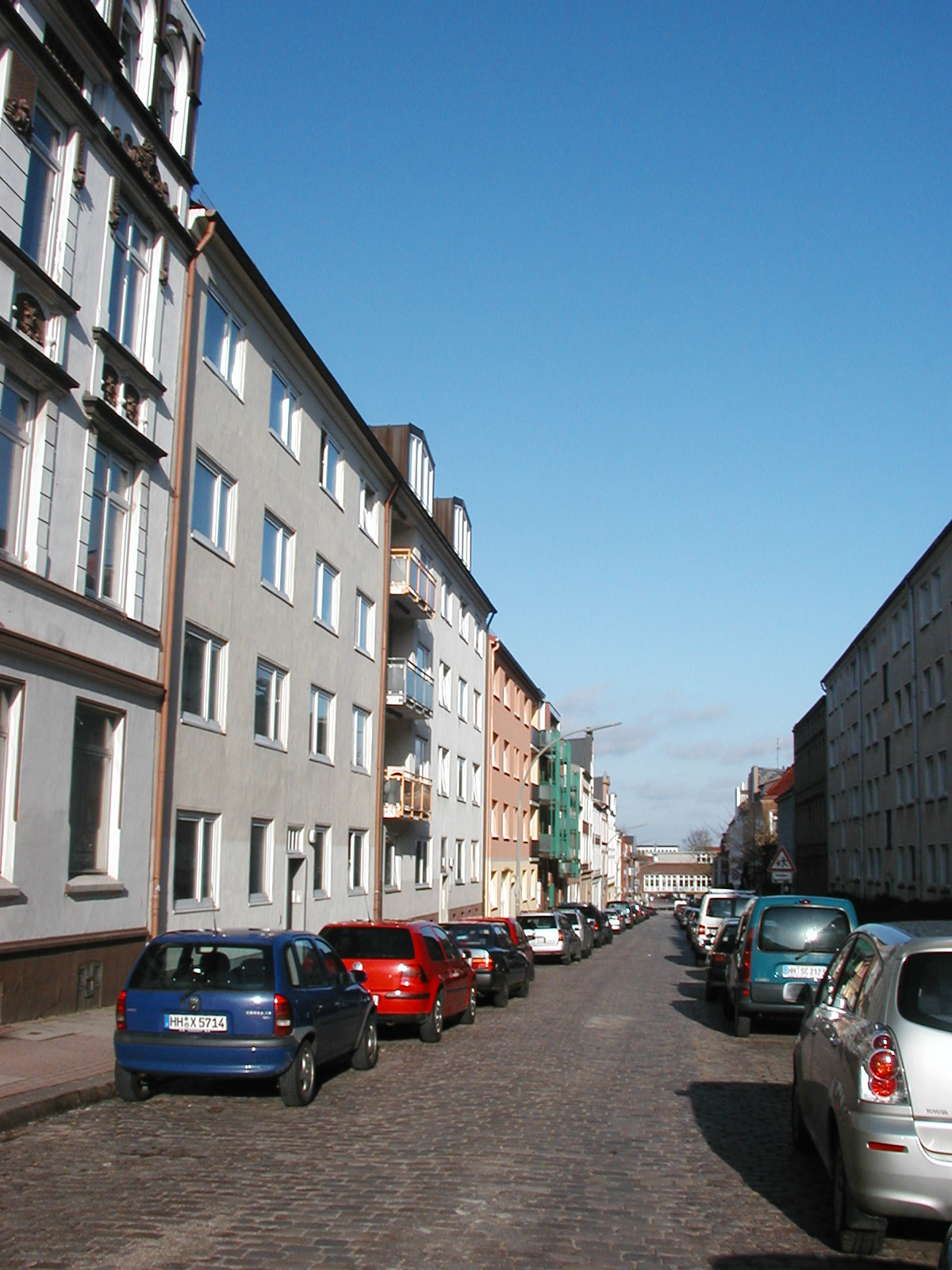
La Marienstraße ad Amburgo,in cui Moḥamed ʿAṭāʾ (scritto assai spesso Mohamed Atta) visse dal 1998 al 2001.

La Cellula di Amburgo (tedesco Hamburger Zelle), in arabo خلية هامبورغ‎?, Khaliyya Hāmbūrgh) o Cellula terroristica di Amburgo (tedesco Hamburger Terrorzelle), secondo gli Stati Uniti e le Agenzie d'intelligence tedesche fu un gruppo di terroristi di matrice fondamentalistica basato ad Amburgo, comprendente studenti che infine passarono all'azione l'11 settembre 2001 con un'azione della massima violenza a New York e a Washington, note come Attentati dell'11 settembre 2001. 
Tra i membri di maggiore spicco figuravano Moḥamed ʿAṭāʾ - guida del gruppo e che sarà ai comandi dell'aeromobile del volo 11 dell'American Airlines che fu fatto schiantare contro uno dei due grattacieli del World Trade Center della città statunitense - Ramzi bin al-Shibh, che non riuscì però a entrare negli USA; Marwan al-Shehhi, che pilotava il volo 175 della United Airlines che colpì l'altro grattacielo delle Torri gemelle; e Ziad Jarrah, che pilotava l'aeromobile del volo 93 della United Airlines che fu mandato a collidere (secondo Khalid Sheikh Mohammed) sul Pentagono di Washington, D.C. (scambiato erroneamente per il Campidoglio della capitale statunitense). 
Altri componenti erano Sa'id Bahaji, Zakariya Essabar (Zakariyā al-Ṣabār), Munir al-Mutasaddiq e 'Abd al-Ghani Mzudi (Muzawdī).